# Joseph-Vincent Quiblier
Pour les articles homonymes, voir Quiblier.
Joseph-Vincent Quiblier (né à Colombier le 26 juin 1796 et mort à Issy-les-Moulineaux le 17 septembre 1852) est un prêtre, un sulpicien et un professeur canadien. Il fut directeur du séminaire de Montréal au moment de la rébellion de 1837.

## Biographie
Né le 26 juin 1796 à Colombier dans le département de la Loire, il est ordonné le 7 mars 1819, à Grenoble. Il est vicaire à Montbrison, à Saint-Étienne jusqu'en 1824. Agrégé à Saint-Sulpice, à Paris il arrive à Montréal le 17 septembre 1825, avec M. Baile. Il est professeur de philosophie à la place de M. Houdet, malade. 
Le 15 septembre 1828, il est nommé directeur du petit séminaire de Montréal.  En 1830, il est vice-supérieur du séminaire. Le 12 avril 1831, il prend le poste de supérieur.  Le 21 avril 1846,  il sollicite sa non-réélection. Le 28 avril, il est aux États-Unis avec M. Germain. 
Il fut suspendu de certaines fonctions de son ministère par l'évêque de Montréal, Ignace Bourget. Jusqu'au 13 octobre, il partit pour Boston et l'Europe. Il est décédé à Issy le 17 septembre 1852, à l'âge de 56 ans.